# أندريا كوسو
أندريا كوسو (بالإيطالية: Andrea Cossu) (مواليد 3 مايو 1980 في كالياري - إيطاليا) لاعب كرة قدم إيطالي يلعب حاليا لصالح نادي الدرجة الأولى كالياري الإيطالي منذ 2008 في مركز الوسط المهاجم .

## وصلات خارجية
- أندريا كوسو على موقع قاعدة بيانات كرة القدم.إي يو (الإنجليزية)
- أندريا كوسو على موقع ناشيونال فوتبول تيمز (الإنجليزية)
- أندريا كوسو على موقع Soccerway.com (الإنجليزية)
- أندريا كوسو على موقع عالم كرة القدم.نت (الإنجليزية)
- أندريا كوسو على موقع AS.com (الإسبانية)
- أندريا كوسو على موقع GSA (الإنجليزية)